# Szürke álszajkó
A szürke álszajkó (Garrulax maesi) a madarak osztályának verébalakúak (Passeriformes) rendjébe és a Leiothrichidae családjába tartozó faj.

## Rendszerezése
A fajt Émile Oustalet francia zoológus írta le 1890-ben, a Dryonastes nembe Dryonastes maesi néven.

## Alfajai
- Garrulax maesi grahami (Riley, 1922)
- Garrulax maesi maesi (Oustalet, 1890)[2]

## Előfordulása
Délkelet-Ázsiában, Kína déli részén és Vietnám területén honos. A természetes élőhelye a szubtrópusi vagy trópusi síkvidéki és hegyi esőerdők. Állandó, nem vonuló faj.

## Megjelenése
Testhossza 28-30,5 centiméter, testtömege 107-118 gramm.